# Sophronica machadoi
Sophronica machadoi là một loài bọ cánh cứng trong họ Cerambycidae.